# Zuger Kantonalbank

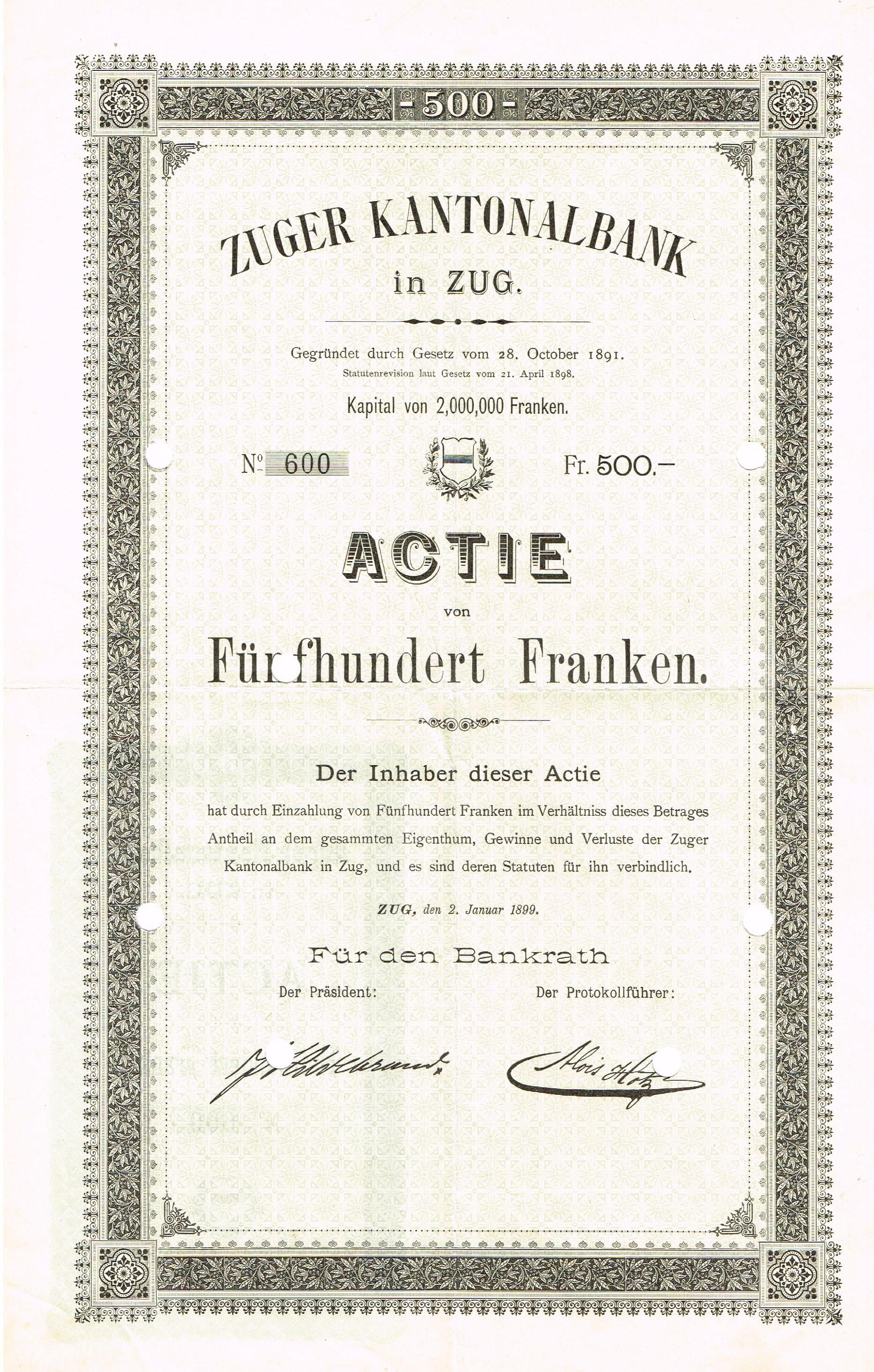
Acción del Zuger Kantonalbank, emitida el 2 de enero de 1899.

Zuger Kantonalbank es un banco cantonal con base en Zug, Suiza. Fundado en 1892, Zuger Kantonalbank es un banco universal, con productos de banca minorista y corporativa principalmente para residentes del cantón. El banco tiene plenamente garantizados por el estado todos sus préstamos.